# Bandeira do Catar

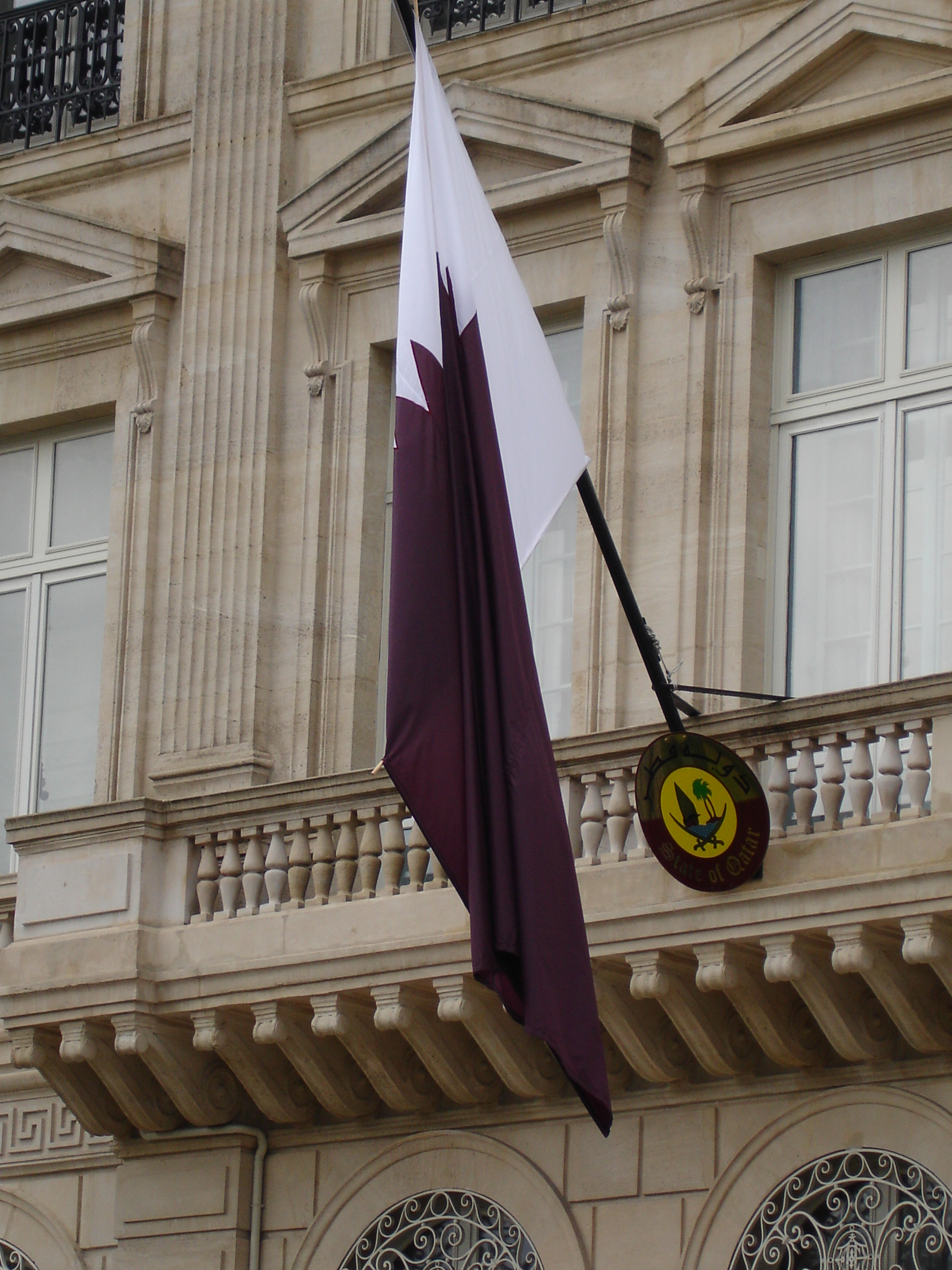
Bandeira do Catar na embaixada do país em Paris.

A bandeira do Catar é um dos símbolos oficiais do Catar. Foi adotada em 9 de julho de 1971.

## Descrição
Seu desenho consiste em um retângulo de proporção largura-comprimento-largura de 11:28, mas sendo comum o uso das proporções 2:3 ou 3:5. É Bordô com uma faixa vertical branca com formato de serra (nove pontos brancos) no lado da tralha. É similar à bandeira do Barém com proporções e cores diferentes, além de que a bandeira do Catar tem mais recortes. Dizem que a cor era vermelha, mas depois que foi pintada, foi deixada para secar na luz do sol e a cor se tornou púrpura. A cor púrpura atraiu quem fez a bandeira e ela foi modificada.
| Sistema de cores | Bordô                 | Branco                    |
| ---------------- | --------------------- | ------------------------- |
| Pantone          | 229C ou 222C          | Safe                      |
| RGB (Hex)        | 128 - 0 - 0 (#800000) | 255 - 255 - 255 (#FFFFFF) |
| CMYK             | 0% - 100% - 15% - 60% | 0% - 0% - 0% - 0%         |
| HSV              | 0 - 100 - 50%         | 0 - 0 100%                |

## Simbolismo
Os elementos presentes na bandeira simbolizam:
- A cor branca é um símbolo da paz reconhecido internacionalmente.
- A cor púrpura representa o derramamento de sangue dos muçulmanos carijitas durante as muitas guerras pelas quais o Catar passou, particularmente na segunda metade do século XIX.
- A linha serrada de nove pontos indica que o Catar é o nono membro dos "Emirados reconciliados" do Golfo Pérsico na conclusão do o Tratado entre o Catar e a Inglaterra em 1916. Os nove emirados são, incluindo o próprio Catar, os sete que formaram os Emirados Árabes Unidos, além do Barém[4].